# جنجال برنامه فیتیله
جنجال فیتیله‌ای، به پیامدهای پس از پخش نمایشِ «هتل فیتیله‌ای» از سری نمایش‌های عمو فیتیله‌ای‌ها از شبکه ۲ سیما اشاره دارد. در این نمایش طنز ۷ دقیقه‌ای که به صورت ضبط شده و غیرزنده در روز جمعه ۱۵ آبان ۱۳۹۴ از شبکه ۲ پخش شد، دیالوگ‌هایی بین شخصیت‌های این نمایش ردوبدل می‌شود که موجب اعتراض گروهی از مردم ترک‌زبان ایران و در نهایت منجر به توقف پخش این برنامه از شبکه ۲، توبیخ و برکناری برخی از عوامل آن و عذرخواهی مسئولان صدا و سیما شد.

## داستان نمایش

صحنه‌ای از نمایش هتل فیتیله‌ای. به ترتیب از چپ: مسئول پذیرش هتل، پدر و پسر مسافر

در این نمایش تلویزیونی که یکی از قسمت‌های مجموعه فیتیله با نام هتل فیتیله‌ای بود، پدر و پسر تُرک زبانی قصد تَرک زود هنگام هتلی را دارند که علت آن را به صورت دست و پا شکسته به مسئول پذیرش، با مخلوط ترکی و فارسی، بوی بدی اعلام می‌کنند که از اتاقشان می‌آید. مدیر پذیرش بعد از بررسی متوجه می‌شود که فرزند مسافر، به جای استفاده از مسواک از فرچه توالت برای شستن دهان خود استفاده کرده و این بوی بد از دهان او متصاعد می‌شود.
مسئول پذیرش هتل به مخلوط فارسی، ترکی و انگلیسی صحبت می‌کند و مسافران نیز به زبان‌های فارسی و ترکی جواب می‌دهند.
معترضان معتقدند که روایت ماجرا به گونه‌ای است که «احمق بودن مسافران برجسته می‌شود؛ به حدی که آنان با توالت فرنگی آشنا نیستند و تفاوت میان مسواک و فرچه توالت را نمی‌دانند.» پسر در یک صحنه می‌گوید که «فکر کنم دیشب از فاضلاب برایمان غذا آوردند» و پدر هم می‌گوید: «ایراد از مسواک‌های هتل است و ما هتل را تَرک می‌کنیم.»

## تجمع‌های اعتراضی
پس از پخش این برنامه با وجود عذرخواهی مسئولان صدا و سیما و غیرقانونی اعلام شدن هر گونه تجمع، تجمعات اعتراض‌آمیزی در ۱۸ آبان ۱۳۹۴ در شهرهای مختلف ایران، از جمله در تبریز، ارومیه، اردبیل، زنجان، دانشگاه‌های ابهر مراغه، برگزار شد. شرکت کنندگان در این تجمع‌ها پلاکاردهایی در اعتراض به «نژادپرستی» و «تبعیض علیه آذربایجانی‌ها» در دست داشتند. در تجمعات تبریز، درگیری‌هایی بین معترضان و نیروهای امنیتی به وجود آمد که باعث زخمی شدن و دستگیری چند نفر شد. یک ماشین پلیس نیز توسط معترضان تبریزی به آتش کشیده شد. بنا به گزارش خبرگزاری صداوسیما، در جریان این تجمعات «به برخی اماکن عمومی در تبریز آسیب رسانده شد.» دویچه‌وله به نقل از سایت‌های محلی گزارش داد که در شهرهای اردبیل، مشکین‌شهر، اهر، ارومیه، پارس‌آباد مغان و تبریز چند نفر از شرکت‌کنندگان در تجمعات، دستگیر شدند. بنا به ادعای این سایت‌های محلی این افراد تنها «به دلیل شرکت در تجمعات ضد نژادپرستی» دستگیرشده‌اند.
بر خلاف این قضیه دانشجویان ابهری با برگزاری یک اعتراض مسالمت‌آمیز خواستار عذر خواهی مسئولان صدا و سیما شدند
در ۱۹ آبان نیز، گروهی از دانشجویان دانشگاه تبریز در محوطهٔ این دانشگاه تجمع کردند.

## واکنش‌ها
- نمایندگان آذربایجان در مجلس شورای اسلامی، در واکنش به این نمایش تلویزیونی، خواستار برخورد جدی با عوامل این برنامه و عذرخواهی مسئولان صداوسیما شدند.[۱۵]نادر قاضی پور نماینده سابق مردم ارومیه طی سخنانش خطاب به سرافراز، رئیس سیما، اعلام کرد که " مطمئن باش به عنوان نماینده ملت فیتیله ات را پایین می‌کشم تا اینکه صدا و سیما رسماً از ملت غیور آذربایجان عذرخواهی نماید." رضا رحمانی، نماینده مردم تبریز، آذرشهر و اسکو در مجلس شورای اسلامی در اعتراض به توهین برنامه فیتیله ای‌ها پرسید: آیا در بین اقوام رئیس سازمان صدا و سیما کسی دهانشان را با فرچه دستشویی می‌شوید؟![۱۶]محمد اسماعیل سعیدی، نماینده مردم تبریز، اسکو و آذرشهر در این مورد گفت: در پشت صحنه اجرای اخیر و توهین‌آمیز صدا و سیما نسبت به مردم آذربایجان دست عمد وجود دارد.[۱۷]کمال‌الدین پیرمؤذن، نماینده مردم اردبیل، در حالی که خود را "نماینده ترک‌زبان ایران" خواند، خواستار آزادی دستگیرشدگان اعتراضات روزهای گذشته شد.[۱۸]

برخی بر این عقیده‌اند که اعتراض نمایندگان ترک‌زبان مجلس، در آستانه انتخابات مجلس، این گمانه را پیش می‌کشد که گویی آنان از فرصت پدید آمده در ماجرای فیتیله برای انتخاب مجدد خود استفاده می‌کنند.
- روابط عمومی صدا و سیما در بیانیه‌ای بروز چنین مسئله‌ای را «سهوی» خوانده و با پوزش از ترک زبانان اعلام کرده که تا انجام بررسی‌های لازم و رسیدن به نتیجه نهایی پخش این برنامه را متوقف می‌کند. همچنین مدیر پخش و مدیر گروه کودک شبکه دو «به دلیل سهل انگاری» توبیخ کتبی شده‌اند و جانشین مدیر پخش که مسئول نهایی نظارت بر برنامه هاست هم از مسئولیتش برکنار شده‌است.[۶] علی‌اصغر پورمحمدی، معاون صدا و سیما نیز بلافاصله عذرخواهی کرده و بر ضرورت عدم تکرار چنین برنامه‌هایی تأکید کرد: «به دستور سرافراز رئیس سیما بسیاری از برنامه‌های سیما که قبلاً زنده پخش می‌شده، منبعد بخاطر همین مسئله تولیدی پخش خواهد شد. آئین‌نامه پخش و تولید در حال بازنگری است. با کمیته تخلفات نیز جلساتی برگزار کردیم که با متخلفین با شدت بیشتری برخورد شود تا چنین اتفاقی نیفتد من از مردم ایران به‌خصوص از ترک زبان‌ها از همدانی‌ها، زنجانی‌ها و همه کسانی که به ترکی صحبت می‌کنند معذرت می‌خواهم.»[۱۹]
- محمد سرافراز، رئیس سازمان صدا و سیما، در یک نشست خبری در ۱۸ آبان ۱۳۹۴، ضمن عذرخواهی از مردم ایران اعلام کرد بغیر از برکناری و توبیخ دو نفر از مدیران شبکه دو سیما و چند نفر از عوامل و عناصر تولید و نظارت در این برنامه، رسانه ملی از خطای به وجود آمده پوزش می‌طلبد و در ایفای وظایف خود و تحکیم وحدت اقوام و انسجام ملی با همت مضاعف تلاش خواهد کرد.[۲۰]
- «جعفر افشارنیا»، وکیل پایه یک دادگستری که وکالت پرونده برخی از فعالان ترک آذربایجانی را بر عهده داشته شکایت‌نامه‌ای را علیه رئیس سازمان صداوسیما، مدیر شبکه ۲، کارگردان و تهیه‌کنندهٔ این برنامه تنظیم کرده و خواستار رسیدگی به دو اتهام «توهین به تُرکها» و «تشویش اذهان عمومی» شد.[۲۱][۲۲]
- علی دایی: ابتدا در شبکه‌های اجتماعی، نامه‌ای منتسب به علی دایی خطاب به رئیس سازمان صداو سیما منتشر شد که حاوی جمله‌هایی همچون "من نمی‌دانم این نفرت همکارانتان در صدا و سیما به مردم آذربایجان از کجا به‌وجود آمده‌است" و "ترک ستیزی " در صدا و سیما بود که علی دایی متن منتسب به خود را تکذیب نمود و توضیح داد " بی‌شک بی‌احترامی و توهین به هر فرد و قومیتی محکوم است ولی آنچه در برخی رسانه‌ها و شبکه‌های اجتماعی به نقل از من و در قالب بیانیه و موضع‌گیری در این باره منتشر شده کاملاً کذب است. من ترک زبانم و به اصالتم افتخار می‌کنم و بالاتر از آن خود را یک ایرانی می‌دانم و هر فرد و قومیتی در قالب ایرانی بودن با هم برادر یا خواهرند. می‌دانم که در صدا و سیما هم دربارهٔ آن اشتباهات تصمیماتی گرفته شده و انشاالله در آینده شاهد چنین اتفاقاتی نخواهیم بود."[۲۳]
- شورای امنیت کشور هم بخاطر این برنامه به صدا و سیما تذکر داد و از آن سازمان خواست تا سریعاً در این زمینه تدبیری بیندیشد و از مردم عذرخواهی کند.[۲۴]
- محسن رضایی: ظاهراً اهانت به اقوام ایرانی پایانی ندارد. اگر هم برنامه‌ریزی شده نباشد بی‌توجهی است. دیروز در سریال سرزمین کهن به بختیاری‌های سربلند اهانت شد و امروز در برنامه‌ای دیگر به آذری‌های باغیرت و چندی پیش به اعراب وفادار ایرانی. باید اهانت به اقوام ایرانی جرم تلقی گردد و در مجلس تصویب شود و برای آن مجازات در نظر بگیرند.[۲۵]
- پرویز پرستویی: نیز به اتفاقات فیتیله واکنش نشان داد وی در صفحه شخصی خود نوشت ای عزیزانی که این مطلب رو می‌خوانید، بنده یه ترکم و خیلی هم به ترک بودنم می‌نازم. این روزها اخبار فیتیله‌ها منو خیلی آزارم داد. از مدیران برکنار شده بگیرید تا عمو فیتیله‌هایی که بیست سال کودکان و بزرگسالان رو شاد کردن و آگاه، ولی این جفای بزرگ رو نمی‌توانم هضم کنم که سه یار و چند مدیر رو خانه‌نشین ببینم. عزیزان چرا به «هفت» سینمایی حمله نمی‌کنید که سینما رو این قدر سخیف کردند و کوچک که همیشه بیرق‌دار فرهنگ ایران بودند و افتخار آفرین در دنیا، شما رو به خدا سوگند در قضاوت عجول نباشید.[۲۶]
- امیر تتلو: وی نیز در اینستاگرام در پستی با نوشته من ترکم به اتفاقات اخیر واکنش نشان داد[۲۷]
- مسعود پزشکیان: وزیر بهداشت دولت محمد خاتمی و نماینده سابق تبریز و رئیس جمهور کنونی جمهوری اسلامی ایران در مجلس در پایگاه اطلاع‌رسانی خود عنوان کرد: اینجانب به عنوان نماینده مردم آذربایجان در مجلس شورای اسلامی، این توهین آشکار صدا و سیما در برنامه روز جمعه فیتیله به ترک زبانان را به شدت محکوم می‌کنم.[۲۸]
- مهدی رحمتی: مهدی رحمتی در این خصوص در صفحه خود نوشت: "متأسفانه این روزها تخریب افراد، رنگ‌ها، لهجه‌ها و قومیت‌ها عادی به نظر می‌رسد. هر روز یک نوع تخریب را به عنوان شوخی، طنز یا خنداندن مردم و کری خواندن در جامعه به نمایش می‌گذاریم و توجیهی برای مسخره کردن افراد پیدا می‌کنیم. اصلاً به فکر آبروی افراد، هویت قومیت‌ها و سلایق جوانان نیستیم. باید فکری اساسی برای جلوگیری از ادامه این گونه ناهنجاری‌ها کرد که روز به روز بیشتر از قبل در حال افزایش است.[۲۹]
- بازیکنان تراکتورسازی تبریز سامان نریمان جهان، سعید آقایی، سینا عشوری، شجاع خلیل‌زاده، مهرداد بایرامی، شاهین ثاقبی ،فردین عابدینی، کاپیتان تراکتورسازی محمد ایرانپوریان و سایر بازیکنان تراکتورسازی و همچنین فرشاد احمدزاده بازیکن پرسپولیس و مسعود ابراهیم‌زاده بازیکن سایپا نیز توهین به اقوام را محکوم کردند.[۳۰][۳۱]
- حسین شریعتمداری: مدیر مسئول روزنامه کیهان اتفاقات اخیر در برنامه فیتیله را سهوی و غیرعمدی دانست[۳۲]
- آیت‌الله سید حسن عاملی امام جمعه اردبیل در نامه‌ای خطاب به رهبری اظهار داشت: خطای فاحش و صد البته ناخواسته سیمای جمهوری اسلامی در اهانت به هموطنان شریف فداکار بصیر و حاضر در صحنه ترک قلب‌ها را مالامال از اندوه نمود.[۳۳]
- رضا رشیدپور، که او هم ترک می‌باشد، مجری برنامه "دید در شب"، با سه مجری برنامه فیتیله گفتگو کرد. پس از پخش قسمتهایی از گفتگو در فضای مجازی، حملات سنگینی علیه رشیدپور انجام شد، چونکه عده‌ای تصور کرده بودند او در حال تخفیف دادن ابعاد واقعه می‌باشد. رشیدپور در نوشته‌ای پاسخ داد :"من به عنوان یک فرد رسانه‌ای در برنامهٔ خودم که تریبونی شفاف و بی تعارف است، فیتیله ای‌ها را دعوت کرده‌ام تا هم اصل ماجرا را بگویند و هم نقد و اعتراض من را به عنوان یک ترک زبان پاسخ بدهند و هم رسماً عذرخواهی کنند. اما عده‌ای با تماشای یک آنونس دو دقیقه‌ای از یک برنامهٔ هشتاد دقیقه‌ای چنان عنان ادب و شرافت از دست داده‌اند که رکیک‌ترین الفاظ را به مادر مومنهٔ من و پدر شهیدم و همسرم نسبت داده و حتی تهدید به قتل کرده‌اند! دخترک معصوم نه سالهٔ من کجای این ماجرا قرار دارد که نکبت بارترین صفات را به او حواله کرده‌اید؟ مادر نجیب و مومن من، دخترک ناز و معصومم و همسر گرامی ام شرمنده‌ام که شغل من باعث شد که مثل ابر بهار بارانی شوید و عرق شرم به پیشانی تان بنشیند. شرمنده‌ام. شرمنده‌ام. من به ترک بودنم افتخار می‌کنم اما آیین ترک را در غیرت ستارخان و باقرخان‌ها، شرافت باکری‌ها، معرفت شهریاران و دین داری علامه جعفری‌ها جستجو کرده‌ام و نه در منجلاب متعفن کاباره‌های باکو و میخانه‌های استانبول. شرمنده‌ام شرمنده‌ام"[۳۴]

## توضیح کارگردان و تهیه‌کننده
محمد مسلمی، یکی از ۳ بازیگر اصلی گروه که کارگردانی برنامه را برعهده داشته، دربارهٔ اجرای لهجه ترکی در برنامه فیتیله گفت: «بارها در این برنامه و حتی در سریال «عکاس‌خانه» لهجه ترکی داشته‌ام و همیشه به ادبیات، فرهنگ و فهم مردمم ایمان داشته‌ام. من خودم ترک‌زبان هستم، چطور می‌توانم به خودم و قومی که به آن تعلق دارم توهین کنم در حالی که از میان ما ترک‌ها شاعران بزرگ، شخصیت‌های برجسته علمی و فرهنگی بسیاری به کشور معرفی شده‌است … ممکن است در جریان ۲۴ سال فعالیت هنری، اشتباهی رخ بدهد؛ اما به این معنا نیست که جریان خاصی در پس آن نهفته باشد یا عموهای فیتیله‌ای ابزار کسانی شده باشند که به دنبال اهداف خاصی بوده‌اند.»
«علیرضا آقایی» تهیه‌کننده این برنامه نیز در صفحه اینستاگرم خود سخنانی را خطاب به مردم با هدف عذرخواهی منتشر کرد. او اینطور توضیح داد که «اصالت بازیگران اصلی این برنامه از اقوام اصیل ایران همچون ترک، گیلک و لر بوده و هیچ‌گاه به خاستگاهی که از آن برآمده‌اند توهین نمی‌کنند. مفهوم نمایش مورد اشاره در زمینه آموزش استفاده مسواک بوده و مانند نمایش‌های دیگر ترکیبی فانتزی از گویش و لهجه‌های مختلف در فضای نمایش استفاده شده‌است و این به معنای جسارت به قوم یا لهجه خاصی نمی‌باشد.»

## توبیخ و برکناری مدیران
رئیس صداوسیمای وقت بیان کرد: «با مدیران و عناصر دخیل در این مسئله تأسف‌بار که موجب رنجش خاطر هم‌وطنان عزیز آذری‌زبان شده‌اند، برخورد جدی و به این امر رسیدگی کامل می‌شود.» وی از برکناری و توبیخ ۲ نفر از مدیران شبکه ۲ سیما و چند نفر از عناصر و عوامل تولید و نظارت این برنامه خبر داد. اعلام شد مدیر پخش و مدیر گروه کودک شبکه ۲ توبیخ کتبی خواهند شد و جانشین مدیر پخش که مسئول نهایی نظارت برنامه‌هاست نیز توبیخ و از مسئولیت برکنار می‌شود و در نهایت طی نامه‌های جداگانه‌ای مدیر گروه کودک و نوجوان و مدیر پخش این شبکه توبیخ و جانشین مدیر پخش و مسئول نظارت نهایی برنامه‌های شبکه از مسئولیت خود برکنار شدند. در بخشی از نامه برکناری جانشین مدیر پخش شبکه ۲ آمده‌است:
عرصه نظارت و پخش برنامه‌ها در صداوسیما، عرصه خطیر لحظه‌ها و دریغ‌هاست که گاه یک سهل‌انگاری و لغزش موجب خساراتی است جبران‌ناپذیر، مصداق این امر آنچه که در بازبینی و پخش برنامه فتیله‌ای‌ها در روز جمعه پانزده آبان ماه جاری حاوی اهانت نسبت به یکی از عزیزترین اقوام غیور این سرزمین یعنی آذری‌ها رخ داد و علی‌رغم توجه بازبین اولیه این برنامه و اشاره درست ایشان به اشکالات برنامه، به سبب فقدان تشخیص و اغماض بلا وجه شما به آزردگی گروهی از مردم عزیز بدل شد؛ لذا ضمن تذکر جدی و توبیخ کتبی، از مسئولیت و ایفای نقش در این عرصه برکنار می‌شوید.

### استعفای مدیر گروه کودک و نوجوان شبکه دو
در ۲۵ آبان، «علی زارعان» مدیر گروه کودک و نوجوان شبکه دو سیما از سِمَت خود استعفا داد. این استعفا پس از اعتراضات و صدور بیانیهٔ ۲۸ نماینده مجلس روی داد.